# 神宮寺 (豊橋市)
神宮寺（じんぐうじ）は、愛知県豊橋市魚町にある天台宗の仏教寺院。

## 概要
院号は寿命院。山号は白雲山。本尊は大日如来。
龍拈寺・悟真寺とともに吉田三ヶ寺の一つとされる。

## 歴史
かつて三河国吉田の地に長禅寺という荒廃した禅寺があったという。ここに尾張国知多郡師崎（現在の同県知多郡南知多町で、かつて廃藩置県後に額田県に所属）の羽頭（はず）神社別当の重信法印が荒れ寺の長禅寺を再建して神宮寺と改名し妙法蓮華経を根本経典とする天台宗に改めた。これが慶長元年（1596年）であったという。
近世に至り、江戸城の鬼門鎮護のために建立され徳川将軍家菩提寺となった東叡山寛永寺（東京都台東区上野）の末寺となる。三河吉田藩主小笠原山城守長矩（幕府の寺社奉行）は当寺院を吉田三ヶ寺に列した。歴代城主は当寺院を祈願所に定め、除地36石余りを寄進した。
昭和20年（1945年）6月に豊橋空襲に遭い、全伽藍が炎上した。

## 本尊
密教において宇宙の真理を象徴する大日如来像である。豊橋市内の二川宿の東にあり、行基の開基と伝承する船形山（せんぎょうさん）普門寺（豊橋市雲谷（うのや）町）から移された像である。

## 吉田七福神
吉田七福神は1997年（平成9年）開創の新しい霊場巡りである。
- 恵比寿天

## 所在地
- 愛知県豊橋市魚町（うおまち）79番地

## 交通アクセス
- 豊橋鉄道東田本線 札木停留場。